# Beat Fidel Zurlauben

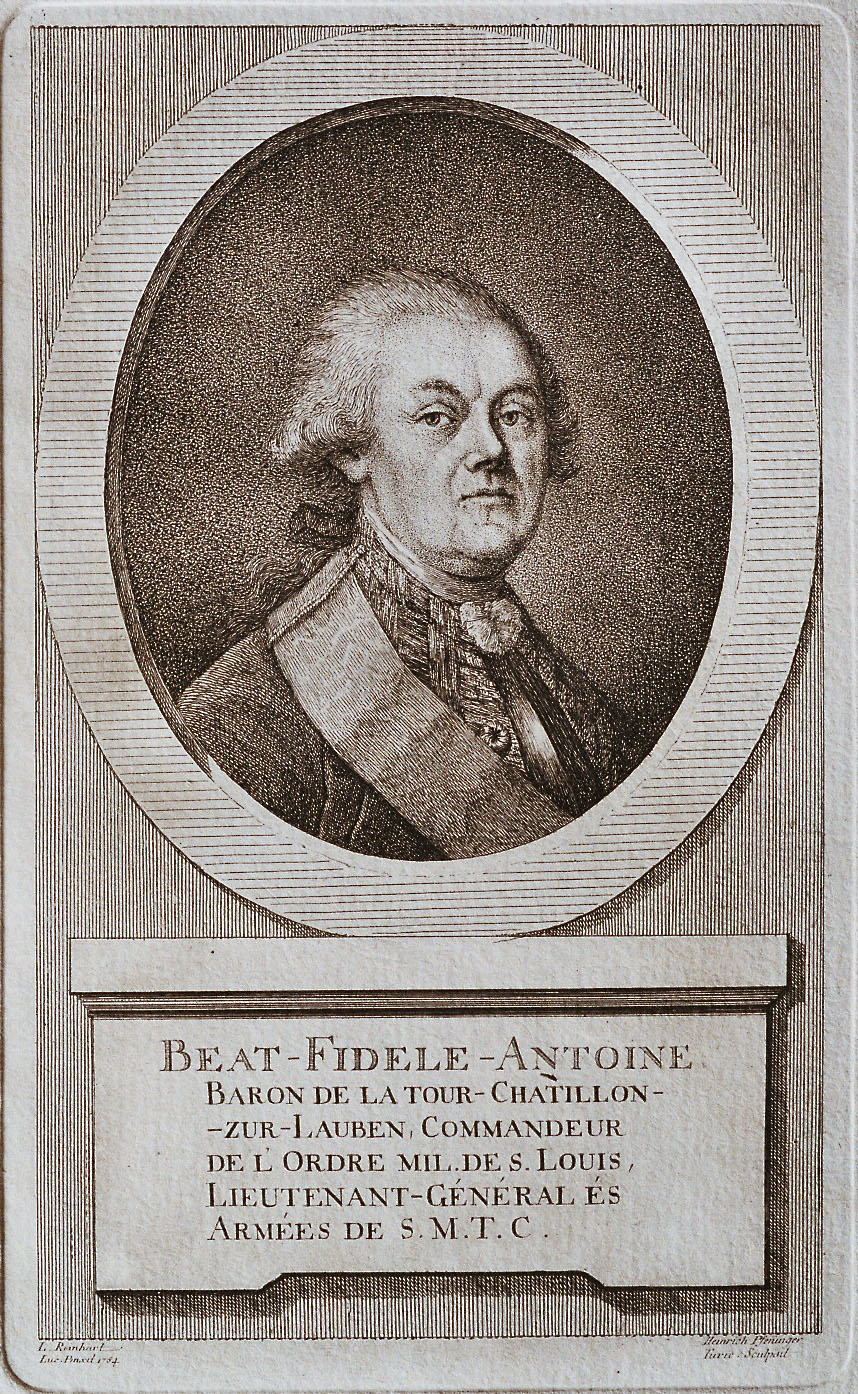
Beat Fidel Zurlauben († 1799): Letzter männlicher Nachkomme der Zurlauben

Beat Fidel Anton Johann Dominik Zurlauben (* 3. August 1720 in Zug; † 13. März 1799 ebenda) war der letzte männliche Nachkomme der Familie Zurlauben. Er wurde als erstes Kind von Hauptmann Beat Ludwig Zurlauben (1692–1730) und der Maria Anna Burz von Seethal aus Radolfzell in der Schweiz geboren.
- Tätigkeiten: 
  - Militär: 1748 Brigadier, 1762 Maréchal de camp, 1780 Generalleutnant in französischen Diensten,
  - Politik: Conseiller et Interprète du roi en langue germanique (1752), Zuger Grossrat.
  - Akademien und Gesellschaften: Lazarusritter (1761), Kommandeur des St. Ludwigsordens (1780), Mitglied der Pariser Académie des Inscriptions et Belles-Lettres (1749) sowie der Akademien von Besançon (1786) und Mannheim (1788) und der Accademia Etrusca, der Société militaire, der Helvetischen Gesellschaft und der Naturforschenden Gesellschaft Zürich (1762), Gerichtsherr von Hembrunn, Anglikon und Nesselnbach (1770), Erbmarschall von Muri (1777).
- Familie: Am 26. November 1754 heiratete er Maria Barbara Helena Elisabeth Kolin. Der Ehe entsprossen fünf Kinder: Beat Jakob Johann (1755–1756), Maria Anna Elisabeth (1757–1829), verheiratet mit Jost Dürler, Fidel Anton (*† 1760), Jakob Bernhard (1761–1767), Josepha Agatha (1765–1828), Rudolf Beat (1750–1776; Offizier in französischen Diensten).

Als General der Schweizergarde stellte er sein Leben in den Dienst der französischen Krone. Er nahm an den Feldzügen des Österreichischen Erbfolgekriegs teil, rekrutierte neue Söldner für den französischen König und widmete sich mit grosser Leidenschaft dem Kriegshandwerk. 
Hinter dem Feldherrn Beat Fidel verbarg sich aber immer auch ein fleissiger und unermüdlicher Gelehrter. Am Pariser Collège des Quatre Nations bei Charles Rollin erlernte Beat Fidel das Handwerk des Historikers, das ihn im Verlauf seines Lebens immer mehr vereinnahmte. Zu seinen wichtigsten Werken gehören etwa die Histoire militaire des Suisses au Service de la France oder die anonym verfassten Tableaux topographiques, pittoresques, physiques, historiques, moraux, politiques, littéraires de la Suisse. Er war einer der wichtigsten Mitarbeiter Martin Gerberts und dessen Germania Sacra.
Beat Fidel Zurlaubens Bemühungen, neben seiner militärischen und wissenschaftlichen Karriere auch in politische Ämter zu gelangen, fruchteten nicht. Während Jahren versuchte Beat Fidel vergeblich das einträgliche Amt als Pensionenverteiler in Stadt und Amt Zug zu bekommen und in den Rat zu gelangen. Die politische Machtstellung der einst einflussreichen Familie Zurlauben in Zug war nach dem Sturz ihres letzten politischen Vertreters Fidel Zurlauben (1675–1731) im Jahre 1729 endgültig zusammengebrochen.  
Beat Fidel hinterliess nach seinem Tod einen immensen schriftlichen Nachlass, der aus gut 50'000 Manuskripten und 10'000 Druckwerken besteht und ab 1803 den Grundstock der neu gegründeten Aargauer Kantonsbibliothek in Aarau bildete. Ein wesentlicher Teil seines Nachlasses ist heute Gegenstand des Editionsprojektes Zurlaubiana.